# Schoot van Abraham

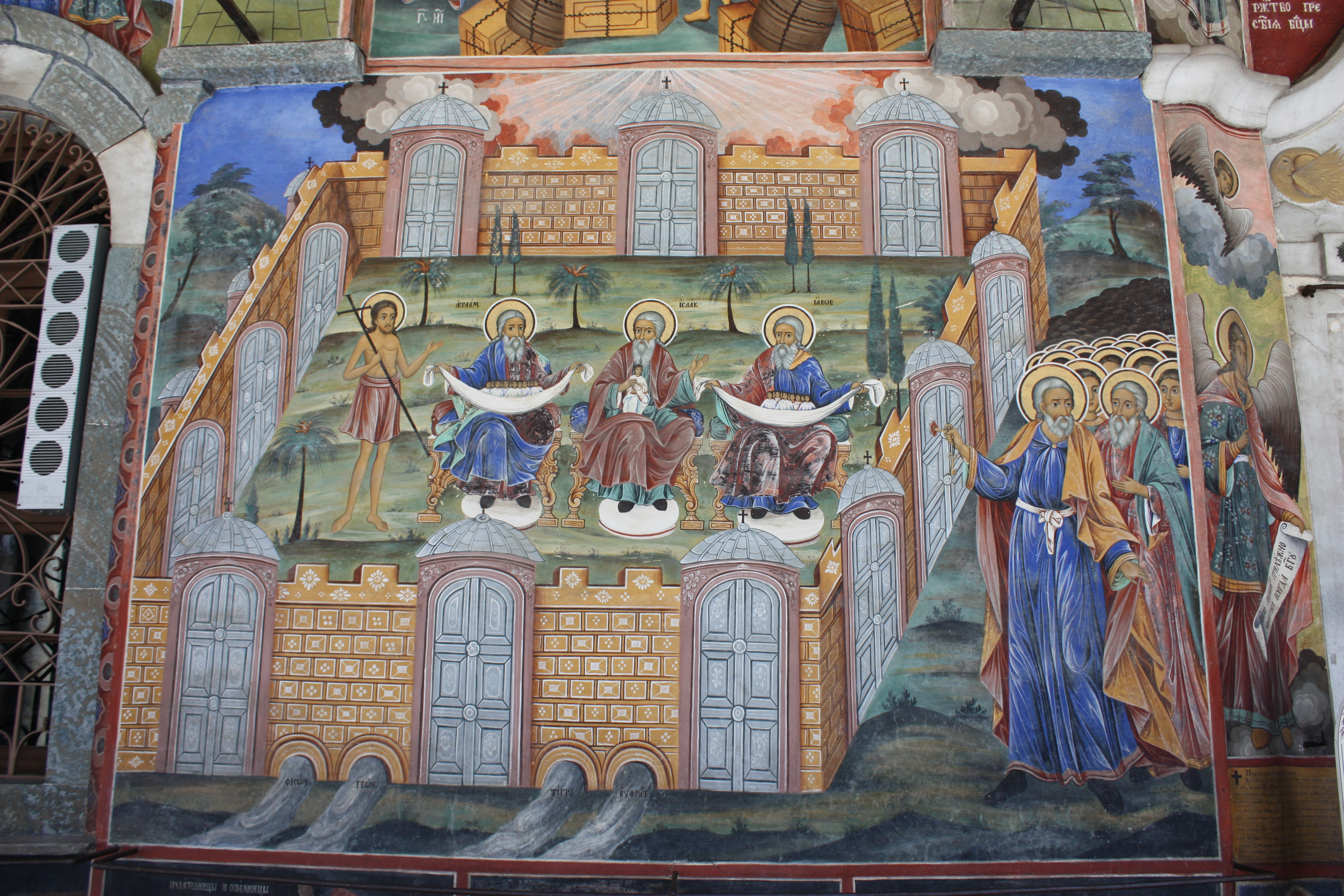
In de schoot van Abraham, Isaak en Jakob. Muurschildering in het Rilaklooster in Bulgarije

De uitdrukking In Abrahams schoot zitten is ontleend aan de gewoonte in het Oosten, om bij een maaltijd aan te liggen op rustbanken, waarbij het hoofd van de ene rustte tegen de boezem, of ruimer gezien, in de schoot van de andere gast. Zo lag de discipel, die Jezus liefhad, in zijn schoot (Joh. 13:23). Het betekent dus  de plaats, die innige vertrouwelijkheid, hartelijke genegenheid en geborgenheid verleent, zoals ook bij de Romeinen esse in sinu amplexuque.
Daar Abraham, de stamvader, na zijn dood in het paradijs was opgenomen, werd de plaats aan het hemelse  gastmaal naast hem als de schoonste ereplaats beschouwd, zoals in het algemeen het aanzitten met of ook het aanliggen in de schoot van Abraham, Isaak en Jakob voor de grootste eer, het hoogste genot in het toekomstige leven werd gehouden. Dit gebruik komt voor in de gelijkenis van de rijke man en Lazarus. Vandaar dat ook in de taal van ons volk met die uitdrukking een rustig, genoeglijk leven wordt aangeduid.